# Pathum Thani
Pathum Thani (in thailandese ปทุมธานี) è una città minore (thesaban mueang) della Thailandia. Il territorio comunale occupa una parte del Distretto di Mueang Pathum Thani, che è capoluogo della Provincia di Pathum Thani, nel gruppo regionale della Thailandia Centrale. La città è sede del governo provinciale e distrettuale, ma con i suoi 23 633 abitanti era nel 2019 solo l'undicesima più popolata della provincia.

## Geografia fisica
La città si trova in una zona pianeggiante bagnata dal fiume Chao Phraya ed è diventata uno dei sobborghi settentrionali della metropoli Bangkok, dal cui centro dista pochi chilometri. La zona di Pathum Thani è attraversata da molti canali.

### Clima
Il clima a Phathum Thani è molto simile a quello della vicina Bangkok, una delle stazioni di rilevamento per Bangkok del Dipartimento meteorologico di Thailandia si trova all'aeroporto Don Muang, a pochi chilometri da Pathum Thani.

## Storia
Pathum Thani fu fondata attorno al 1650 da profughi di etnia mon emigrati dalla città birmana di Martaban, l'odierna Mottama. Il nome originale era Mueang Sam Khok. Nel 1815, il re Rama II visitò la città e gli abitanti gli offrirono molti fiori di loto e il sovrano la ribattezzò Pathum Thani, che significa città dei fiori di loto.

## Monumenti e luoghi d'interesse
Tra i complessi templari buddhisti di Pathum Thani vi sono Wat Hong Pathummawat e Wat Sing, che fu il primo monastero costruito dai primi immigrati mon giunti dalla Birmania. Altre testimonianze storiche che i membri di questa etnia hanno lasciato nella zona sono conservate in un museo di arte mon.

## Economia
Situata in un'area ad alta densità abitativa con molte industrie, nelle zone rurali si trovano molti aranceti, oltre ad altri frutteti, coltivazioni di verdure, fiori e piante varie. Molti dei prodotti derivanti da queste colture sono venduti nel vicino Talad Thai, un enorme mercato internazionale che vende all'ingrosso e al dettaglio.

## Infrastrutture e trasporti
Data la vicinanza a Bangkok, molti sono gli autobus dell'azienda municipalizzata metropolitana che passano per Pathum Thani. La stazione ferroviaria più vicina è quella di Rangsit, sulla riva opposta del Chao Phraya, collegata con autobus a Pathum Thani. Nelle immediate vicinanze si trova anche l'Aeroporto Internazionale di Bangkok-Don Mueang, a sua volta collegato alla città con autobus. Tra le arterie stradali più importanti che scorrono nei pressi di Pathum Thani vi sono l'autostrada Thanon Phahonyothin, detta Thailand Route 1, che porta nella Thailandia del Nord, e il grande raccordo anulare della capitale chiamato Thanon Kanchanaphisek, o anche Thailand Route 9.